# Johanna Harte

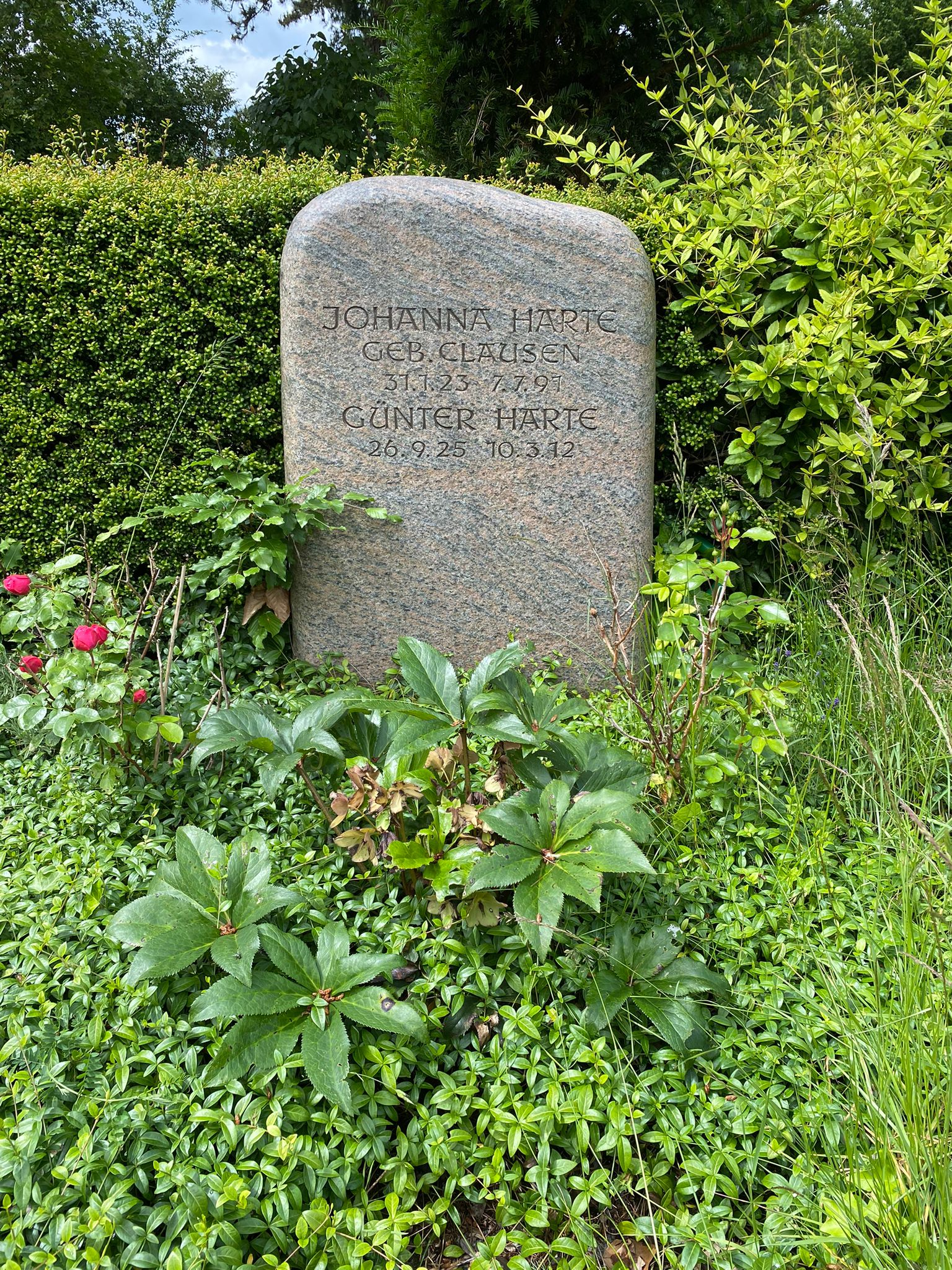
Grabstätte auf dem Friedhof Reinbek

Johanna Harte (* 31. Januar 1923 in Harburg, Provinz Hannover, Freistaat Preußen; † 7. Juli 1991 in Hamburg) war eine niederdeutsche Autorin.

## Leben
Die geborene Johanna Clausen war mit dem niederdeutschen Autor und Erzähler Günter Harte (1925–2012) verheiratet und hatte vier Kinder. Gemeinsam schrieben sie das Hochdeutsch – Plattdeutsche Wörterbuch, dessen Wortschatz überregional in den norddeutschen Bundesländern gebräuchlich ist.
Sie ruht gemeinsam mit ihrem Mann auf dem Friedhof in Reinbek. 

## Werke
- Günter Harte, Johanna Harte, Inst. für Niederdt. Sprache (Hrsg.): Hochdeutsch-plattdeutsches Wörterbuch. Verlag Theo Schuster, Leer 1986, ISBN 3-7963-0243-2.